# Overhagen
Overhagen ist ein Ortsteil der Stadt Lippstadt im nordrhein-westfälischen Kreis Soest.
Der Ort liegt westlich der Kernstadt Lippstadt an der Landesstraße L 636. Am westlichen Ortsrand fließt die Gieseler und nördlich des Ortes die Lippe. Westlich erstreckt sich das 52,34 ha große Naturschutzgebiet Großes Holz.

## Sehenswürdigkeiten
In der Liste der Baudenkmäler in Lippstadt sind für Overhagen sechs Baudenkmäler aufgeführt:
- Schloss Overhagen (Schloßgraben 19)
- Schlosskapelle Overhagen
- Vierständer-Haupthaus (Wallgraben 5)
- Kleines Wirtschaftsgebäude (Schloßgraben 1)
- Sandsteinplastik des Hl. Nepomuk (Nepomukstraße/Schloßgraben)